# Johannes Schlaf
Johannes Schlaf, ps. lit.: Bjarne P. Holmsen, Hans Bertram (ur. 21 czerwca 1862, w Querfurt, Saksonia-Anhalt, Niemcy, zm. 2 lutego 1941, tamże) – niemiecki pisarz, dramaturg, poeta i tłumacz; przedstawiciel naturalizmu.

## Ważniejsze prace
- Detlev von Liliencron[1]
- Papa Hamlet, razem z Arno Holzem, 1889
- Die Familie Selicke, dramat, razem z Arno Holzem, 1890
- In Dingsda, poezja prozą, 1892
- Meister Oelze, dramat, 1892
- Gertrud, dramat, 1898
- Die Feindlichen, dramat, 1898
- Stille Welten. Neue Stimmungen aus Dingsda, 1899
- Der Bann, dramat, 1900
- Das dritte Reich, nowela, 1900
- Die Suchenden, nowela, 1902
- Peter Boites Freite, powieść, 1903
- Der Kleine, powieść, 1904
- Weigand, dramat, 1906
- Kritik der Taineschen Kunsttheorie, 1906
- Der Prinz, powieść, 1908
- Am toten Punkt, powieść, 1909
- Aufstieg, powieść, 1911
- Religion und Kosmos, 1911
- Mieze. Der Roman eines freien Weibes, powieść, 1912
- Das Recht der Jugend, Erzählung, 1913
- Tantchen Mohnhaupt und Anderes. Dingsda-Geschichten, 1913
- Professor Plassmann und das Sonnenfleckenphänomen. Weiteres zur geozentrischen Feststellung, 1914
- Auffallende Unstichhaltigkeit des fachmännischen Einwandes. Zur geozentrischen Feststellung, 1914
- Mutter Lise, powieść, 1917
- Zwei Erzählungen, 1918
- Die Erde – nicht die Sonne. Das geozentrische Weltbild, 1919
- Gedichte in Prosa, 1920
- Miele. Ein Charakterbild, 1920
- Die Greisin. Vorfrühling, opowiadania, 1921
- Die Wandlung, nowela, 1922
- Das Gottlied, 1922
- Seele, 1922
- Ein Wildgatter schlag' ich hinter mir zu … Vaterländisches aus Dingsda, 1922
- Radium, Stories, 1922
- Die Wandlung, opowiadania, 1922
- Der Weihnachtswunsch und anderes. Neue Erzählungen aus Dingsda, 1924
- Deutschland, 1925
- Die Nacht der Planeten, 1925
- Die andere Dimension, opowiadania, 1926
- Die Mutter, zbiór wierszy, 1927
- Das Spiel der hohen Linien, zbiór wierszy, 1927
- Kosmos und kosmischer Umlauf. Die geozentrische Lösung des kosmischen Problems, 1927
- Die Sonnenvorgänge, 1930
- Neues aus Dingsda, 1933
- Zur Aprioritätenlehre Kants, 1934
- Vom höchsten Wesen, 1935
- Ein wichtigstes astronomisches Problem und seine Lösung, 1937
- Aus meinem Leben. Erinnerungen, 1941